# Acrotomodes puma
Acrotomodes puma là một loài bướm đêm trong họ Geometridae.